# Wohnungsbindungsgesetz
Das Wohnungsbindungsgesetz ist ein deutsches Gesetz für den Wohnungsbau. Es wurde 1965 als Artikel 2 des Gesetzes zur verstärkten Eigentumsbildung im Wohnungsbau und zur Sicherstellung der Zweckbestimmung von Sozialwohnungen erlassen. Es soll sicherstellen, dass Wohnberechtigte in Sozialwohnungen wohnen. Für die Miete wird in § 8 die Kostenmiete bestimmt: „Der Verfügungsberechtigte darf die Wohnung nicht gegen ein höheres Entgelt zum Gebrauch überlassen, als zur Deckung der laufenden Aufwendungen erforderlich ist (Kostenmiete).“
Infolge seiner Zugehörigkeit zur konkurrierenden Gesetzgebung nach Art. 74 Abs. 1 Nr. 18 GG gilt das Wohnungsbindungsgesetz nur noch bis zur Neuregelung der Wohnraumförderung durch die Länder. Lediglich die §§ 18e, 22 behalten auf Grund § 2 WoFÜG ihre Geltung. Bayern, Bremen, Hamburg und Hessen haben inzwischen eigene Wohnungsbindungsgesetze erlassen.